# Lammoth
Lammoth je česká  progressive  power metalová kapela působící na hudební scéně od roku 2002. Název znamená "Věčná ozvěna" a je vzat z knihy Silmarillion od J. R. R. Tolkiena, z děl tohoto autora se inspiruje i několik písní a to nejen po stránce textové ale i hudební. Pro kapelu je charakteristický melodický ženský vokál a touha experimentovat. Skladby skupiny Lammoth jsou obecně spíše delší a složitější kompozice pro náročnějšího posluchače, který se nespokojí s líbivostí na první poslech.

## Historie

### Rozjezd
Kapela byla založena v lednu roku 2002 kytaristou Jirkou Ozzy Černým, baskytaristou Honzou Kylarem a klávesistou Pavlem Čížkem. Záhy do sestavy přibyl druhý kytarista Dominik Turchich.
V lednu 2003 se ke kapele připojil talentovaný bubeník Filip Kittnar a skupina se pustila do koncertování po domovské Praze, přičemž pozici zpěváka dočasně zastával Jirka.
V roce 2004 se ke kapele připojil zpěvák Ondřej Vávra a bylo natočeno první demo Čas Ticha Skončil. Ondra však brzy Lammoth opouští.

### Reflections
Na volné místo zpěváka byla nakonec dosazena zpěvačka Hana Plesná, s níž prošla kapela velkou proměnou. Lammoth začali skládat výrazně složitější, promyšlenější a na poslech náročnější hudbu. Skupina začala zpívat anglicky.
V roce 2006 kapela nahrála druhé demo s názvem  Reflections. Ač délka nahrávky dosahuje plnohodnotného alba, na kvalitě je poznat, že demo bylo nahráno svépomocí v nestudiových podmínkách.
Po nahrávce Lammoth absolvovali mnoho koncertů a hudebních soutěží, přičemž za zmínku stojí především Česká rocková liga, kde si skupina zahrála s českou legendou Arakain.

### Machine
V roce 2008 došlo ke změně na postu baskytaristy – odcházejícího Honzu Kylara vystřídal Tomáš Matějka, který se však v prosinci 2010 rozhodne v zájmu jeho studia konzervatoře a dalších hudebních aktivit působení v kapele ukončit. V březnu 2011 je na post basáka přijat Timur Chernov (bývalý člen např. Septem Voices)..
Lammoth průběžně připravovali materiál na první studiovou desku, která byla nahrána ve studiu Andy's sounds a pokřtěna v prosinci roku 2009 pod názvem  Machine.
Naposledy skupina vystoupila společně se skupinou Theocracy(US) dne 13.11.2013. V březnu 2014 oznámila konec činnosti. 

## Sestava
- Hana Plesná - zpěv
- Jirka Ozzy Černý - kytara
- Dominik Turchich - kytara
- Pavel Čížek - klávesy
- Timur Chernov - baskytara
- Filip Kittnar - bicí

## Diskografie
- Čas Ticha Skončil (2004)
- Reflections (2006)
- Machine (2009)
- Vast Land of Solitude (2013)